# Апин, Альфред Янович
Альфред Янович Апин (1906—1972) — советский учёный, лауреат Сталинской премии.

## Биография
Родился 26 января 1906 года в Петербурге, сын известного садовода.
Окончил профшколу десятников-строителей в Симбирске и один курс строительного техникума.
С апреля 1919 года ученик слесаря в вагонной мастерской, затем подсобный рабочий на ст. Симбирск, экспедитор печати Губкома РЛКСМ.
В феврале 1925 года по комсомольской путёвке поступил на химическое отделение физмата Казанского университета. Осенью 1928 г. по представлению профессора А. Я. Богородского зачислен в аспиранты. В этот период решил задачу получения портландцемента из гипсов и глин Татарской АССР.
В 1930 г. переведён в Казанский химико-технологический институт (в связи с закрытием отделения в КГУ), в следующем году направлен в Ленинградский институт химической физики и зачислен в штат научных сотрудников.
С 1947 г. участник советского атомного проекта, руководитель лаборатории нейтронных инициаторов (лаборатории № 7) КБ-11 (г. Арзамас-16).
После первого в СССР испытания ядерной бомбы (1949) стал лауреатом Сталинской премии 2-й степени и был награждён орденом Трудового Красного Знамени.
В 1950 году вернулся в Москву, руководителем группы в лаборатории А. Ф. Беляева Института химической физики. В 1953 г. его группа преобразована в лабораторию детонации, он награждён вторым орденом Трудового Красного Знамени.
С 1954 года участвовал в работах по синтезу и исследованию взрывчатых веществ, более мощных, чем тротил и гексоген.
В 1970 году стал лауреатом Государственной премии СССР за разработку и применение составов на основе октогена и был награждён третьим орденом Трудового Красного Знамени.
Скоропостижно умер 3 февраля 1972 года на рабочем месте. Похоронен на Востряковском кладбище.